# Голландский, Павел Иванович
Павел Иванович Голландский (14 декабря 1861, станица Аксайской Области — 6 февраля 1939, Симферополь) — архитектор, гражданский инженер, педагог (профессор), археолог, реставратор, художник, священник, научный сотрудник Херсонесского музея.

## Биография
Родился 14 (26) декабря 1861 года в станице Аксайской Области. Его отец Иван Алексеевич Голандский был унтер-офицером казачьего полка, а мать — Анна Никитична Чирвина. Первоначальное образование получил в Новочеркасской классической гимназии. В 1885 году поступил в петербургский Институт гражданских инженеров, который окончил в 1892 году со званием гражданского инженера и чином XII класса. Работал в Петербурге, а затем в Киеве в Управлении архитектуры Юго-Западных железных дорог. В 1919 году переехал в Севастополь. Там он женился. В 1923 году с семьей переезжает в Симферополь. С 1931 по сентябрь 1938 года Голландский работал в Крымгоспроекттресте. Проживал в доме специалистов. На здании в 2011 установлена мемориальная табличка по инициативе профессора КФУ, д.и.н. Петровой Э.Б.

## Проекты
Избранные реализованные проекты:

### Киев
- Женская торговая школа (впоследствии школа № 24, ныне магазин) (на Бульварно-Кудрявской — ул. Воровского, 18/2, 1902);
- Интерьер особняка В. Н. Ханенко (ул. Терещенковская, 15);
- Здание В. Демченко;
- Oсобняк А. Н. Терещенко, архитектурный надзор, по проекту московского архитектора П. С. Бойцова[3] ;
- Oсобняк графини Н. Ф. Уваровой (жена Сергея Уварова) (ул. Липская, 16);
- Здание Киевской экономической школы (Театральный университет Карпенко-Карого);
- Здание женской торговой школы (ул. Кудрявская, ныне ул. Воровского, 18; ныне Киевский университет им. Б.Гринченко);
- Приходское мужское училище имени тайного советника Н. А. Терещенко (Яр. Вал № 40, 1907).

### Крым
- Здание конторы «Заготзерно» по ул. Гоголя, 26 в Симферополе, сейчас "МАН" - Малая Академия наук
- Симферопольский колледж Национального университета пищевых технологий, ул. Гаспринского, 3

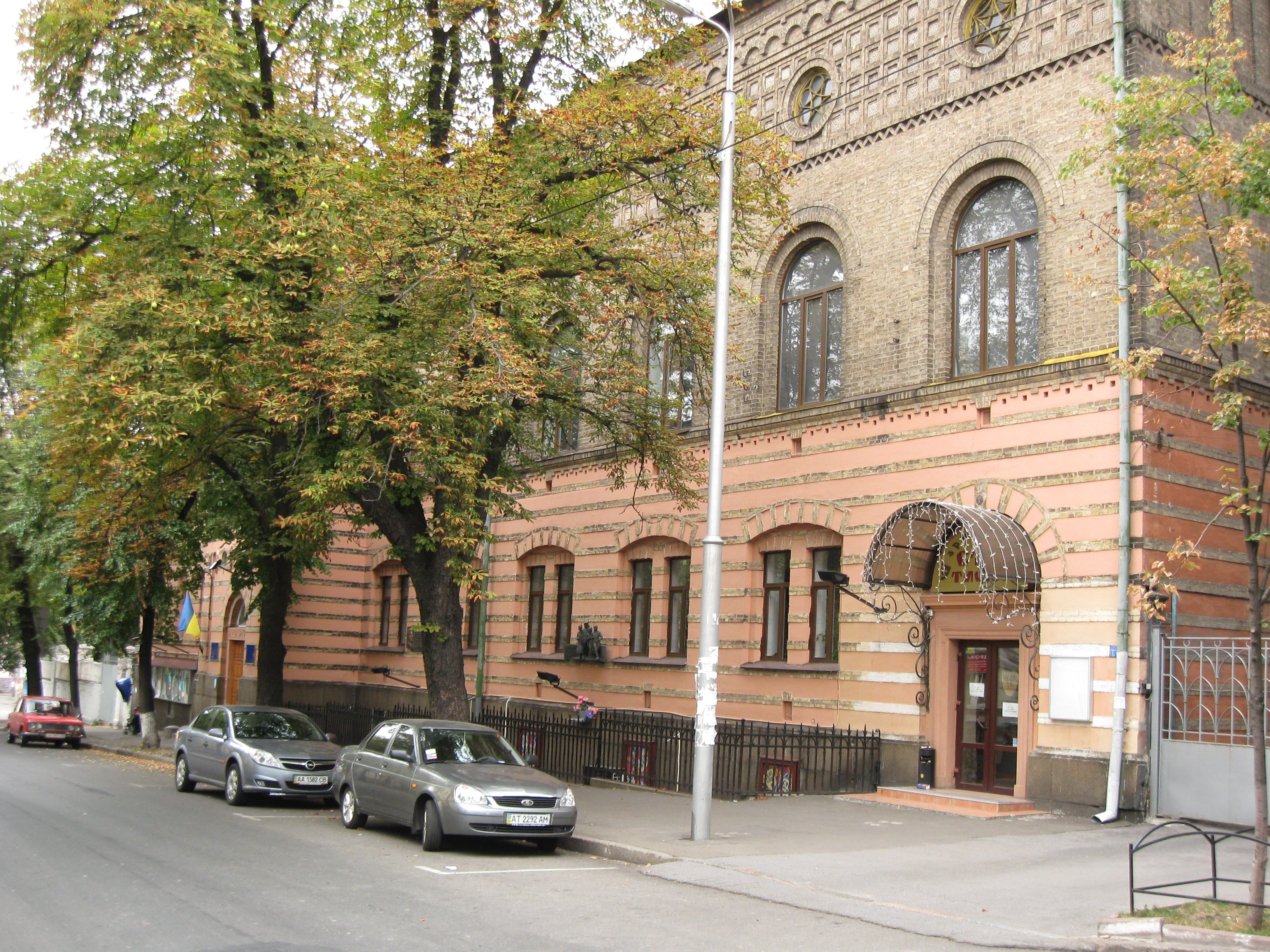
Киевский национальный университет театра, кино и телевидения имени И. К. Карпенко-Карого
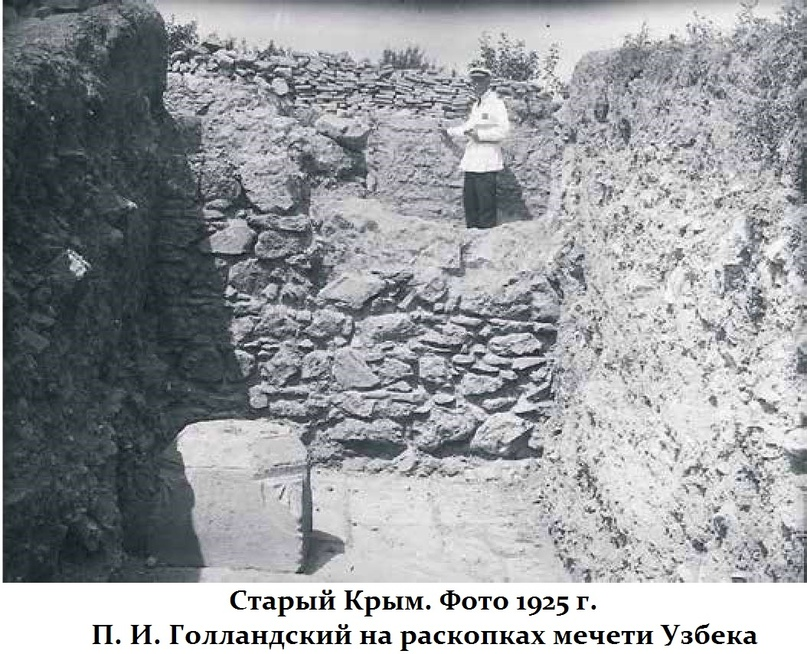
П. И. Голландский на археологических раскопках мечети Узбека в 1925 году

## Публикации
- Голландский П. «Каменные работы». — 1932.

## Увековечение памяти
- Мемориальная доска — Здание по ул Жуковского, 20. г. Симферополь (первая доска из металла была установлена в 80-е годы и была украдена в 1990-е годы).[источник не указан 1889 дней]